# Äggröra

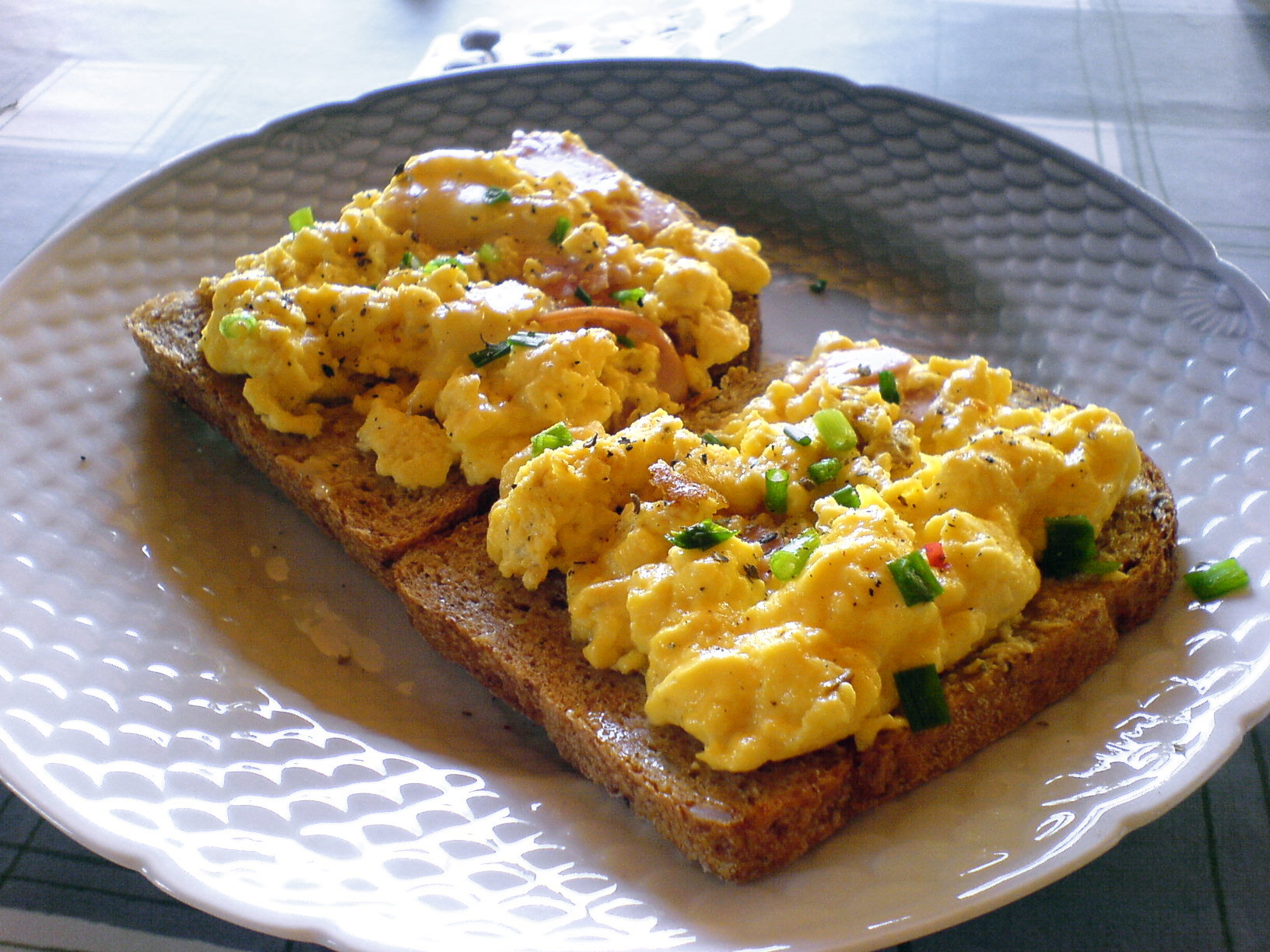
Smörgåsar med äggröra.

Äggröra är en maträtt som i grunden består av en smet med vispat ägg och salt som hälls i en kastrull eller stekpanna med smält matfett och tillagas under ständig och försiktig omrörning. Alternativt knäcker man ner äggen direkt i kastrullen och snabbt rör ihop dem.
Äggröra finns i många olika varianter, där mjölk eller grädde och vetemjöl rörs ned i smeten. Det är viktigt att värmen inte är för hög, annars kan den bli grynig.
Schweizisk äggröra tillagas på högre värme och då rörs ägg och riven ost ned direkt i smöret. Den smaksätts även med vitpeppar.
Äggröra kan serveras med exempelvis rökt kött, rökt fisk, skinka, kokta grönsaker, rostade brödtärningar eller en grönsallad.